# 田荘
田荘（たどころ）は、古墳時代に設けられた土地や人民の支配制度の一つで、豪族が支配した私有地のことを指す。田所とも書く。